# Matéri (arrondissement)
Matéri est un arrondissement du département de l'Atacora au Bénin.

## Géographie
Matéri est une division administrative sous la juridiction de la commune de Matéri,.

## Population
Selon le Recensement Générale de la Population et de l'Habitation(RGPH4) de Institut National de Statistique et de l'Analyse Économique(INSAE) au Bénin de 2013 la population de Matéri corresponds à:
| Indicateur           | 2013   |
| -------------------- | ------ |
| Nombre de ménages    | 3 890  |
| Population féminine  | 12 496 |
| Population masculine | 11 994 |
| Population totale    | 24 490 |